# Skrót
Skrót – skrócony zapis wyrazu lub połączenia wyrazowego. Skróty są zjawiskiem języka pisanego; odczytywane są w formie pełnego wyrazu lub połączenia, które zastępują w tekście pisanym. Skrót zbudowany jest z jednej lub kilku liter (inna nazwa to: abrewiatura). Skróty zapisuje się stosownie do przepisów ortograficznych przyjętych dla danego języka, zwyczajowych konwencji pisowni dla konkretnych skrótów (różne znaczenia, wyjątki) lub w sposób swoisty dla skrótów nazw własnych, szczególnie jeśli są to skróty stosowane w odniesieniu do podmiotów gospodarczych i instytucji.
Zgodnie z polskimi przepisami ortograficznymi skróty pisane są:
- małymi literami z kropką na końcu, jeśli skrót nie zawiera ostatniej litery skracanego wyrazu (np. inż., godz., tel., płn., ppoż., gosp.-polit., ul.) oraz w wypadku skrótów utworzonych z pierwszych liter wyrazów składających się na skracane wyrażenie, o ile żaden z tych wyrazów (poza pierwszym) nie rozpoczyna się samogłoską (np. cdn., jw., itd., itp.);
- małymi literami bez kropki na końcu, gdy skrót zawiera ostatnią literę skracanego pojedynczego wyrazu (np. bp, dr, mgr, nr, wg, z-ca, mjr, płk), chyba że skrót występuje w formie odmienionej (patrz niżej); również małymi literami bez kropki w przypadku skrótów będących symbolami matematycznymi (np. sin, log, lim), chemicznymi, międzynarodowymi oznaczeniami jednostek miar, skrótów nazw rodzimej waluty (zł i gr; skróty utworzone od nazw innych walut zamyka się kropką, np. dol., rub.) oraz ksiąg biblijnych – wszystkie te skróty są nieodmienne;
- małymi literami z kropką po każdym wyrazie, jeśli którykolwiek z kolejnych wyrazów (poza pierwszym) wchodzących w skład skrótu zaczyna się samogłoską[a] (np. p.n.e., p.o., k.o.), w przypadku skrótów złożonych z więcej niż jednej litery któregoś z członów (np. m.in., m.st., Sz.P. – w tym ostatnim duże litery stosuje się ze względów grzecznościowych) oraz w celu odróżnienia niektórych skrótów od identycznych skrótów utworzonych od innych wyrażeń (np. b.r. – „brak roku [wydania]” w odróżnieniu od br. – „bieżącego roku”), a także w wypadku kilku skrótów pisanych tradycyjnie w ten sposób (np. n.p.m.).

Przy tworzeniu liczby mnogiej, najczęściej gdy dotyczy to tytułów osób (choć nie wyłącznie), stosuje się następujące zasady:
- skróty jednoliterowe podwaja się, kończąc kropką, np. spotkałem oo. paulinów („spotkałem ojców paulinów”) lub mm. nad- i podgrzebieniowy („mięśnie nad- i podgrzebieniowy”) czy pp. Kowalscy („państwo” lub „panowie”);
- skróty wieloliterowe można podwajać, np. mgr mgr Kowalski, Janiak, Michalewski, lub dodawać końcówkę -owie, np. mgrowie Kowalski, Janiak, Michalewski.

Ponadto skróty nie podlegają regułom fleksji, z wyjątkiem skrótów pojedynczych wyrazów zawierających w skrócie ostatnią literę wyrazu – wtedy w innej formie fleksyjnej można dodać końcówkę lub postawić kropkę na końcu, np. doktor – dr, doktora – dr. lub dra.
Skróty są przejawem ekonomii językowej; często występują w stylu naukowym, publicystycznym i administracyjnym.
Od skrótów sensu stricto należy odróżnić skrótowce (akronimy), które występują nie tylko w piśmie, ale także w mowie. Akronimy powstają w wyniku skrócenia dwu- lub kilkuwyrazowych nazw, z pierwszych liter lub pierwszych sylab poszczególnych wyrazów. Należą do nich skrócone formy nazw własnych instytucji, organizacji, struktur politycznych, państwowych i społecznych, procedur technicznych, biznesowych. Skrótowcami określa się również wiele obiektów zainteresowania nauk ścisłych i humanistycznych – od fizyki i chemii, przez biologię, medycynę, ekonomię, po psychologię.